# عملية ليلة الشمال النهائية
عملية ليلة الشمال النهائية كانت عملية مشتركة بين الكونغو الديمقراطية والأمم المتحدة لحفظ السلام في ديسمبر 2005 لاستعادة السلام في منطقة إيتوري المضطربة في جمهورية الكونغو الديمقراطية. كانت العملية تهدف بشكل أساسي إلى محاربة المتمردين الأوغنديين المتمركزين هناك (القوات الديمقراطية المتحالفة والجيش الوطني لتحرير أوغندا) وشاركت فيها حوالي 3500 جندي كونغولي، يدعمهم 600 من قوات حفظ السلام التابعة للأمم المتحدة باستخدام طائرات الهليكوبتر الحربية. حدثت الهجمات أثناء إجراء استفتاء على دستور جديد. بدأت العملية عندما شنت القوات الديمقراطية المتحالفة هجوم مضاد ضد الكونغوليين وجنود الأمم المتحدة في مقاطعة كيفو الشمالية. وقتل جندي حفظ سلام هندي وثلاثة جنود كونغوليين في هذا الهجوم.

## خلفية
منذ نهاية حرب الكونغو الثانية نشطت العديد من الجماعات المتمردة والقوات الحكومية في منطقة إيتوري وشمال كيفو، مع انتهاكات مستمرة وخطيرة لحقوق الإنسان ضد السكان المدنيين، وفقًا لعدة تقارير تلقتها جماعات حقوق الإنسان. ومن الأمثلة على ذلك ستة صيادين أعدموا خارج نطاق القضاء على يد الجنود في كوجا في 18 نوفمبر 2005، وأمر سكان المنطقة بدفن الجثث في مقبرة جماعية. وزُعم أن ضحية سابعة قُتلت في نفس المكان بعد يومين. تم العثور على ثلاث جثث أخرى (لرجل وامرأة وطفل يبلغ من العمر خمس سنوات) على بعد كيلومترين من موقع القتل. يعتقد السكان المحليون أن هؤلاء الضحايا قتلوا أثناء محاولتهم الفرار.